# Meer! Meer! Meer!
Meer! Meer! Meer! is het eerste livealbum van de Nederlandse band Tröckener Kecks, verschenen op dubbel-lp en cd in 1989. De concert registratie is opgenomen op 20 en 21 oktober 1989 in de LVC te Leiden.

## Nummers
| Nr. | Titel                            | Schrijver(s)                                            | Duur |
| --- | -------------------------------- | ------------------------------------------------------- | ---- |
| 1.  | Vanavond voor altijd             | Leo Kenter, Rick de Leeuw, Rob de Weerd, Theo Vogelaars | 5:10 |
| 2.  | Wacht op mij                     | Leo Kenter, Rick de Leeuw, Rob de Weerd, Theo Vogelaars | 2:57 |
| 3.  | Dag & nacht                      | Leo Kenter, Rick de Leeuw, Rob de Weerd, Theo Vogelaars | 2:51 |
| 4.  | Geen gewone jongen               | Leo Kenter, Rick de Leeuw, Rob de Weerd, Theo Vogelaars | 2:53 |
| 5.  | Souvenir                         | Leo Kenter, Rick de Leeuw, Rob de Weerd, Theo Vogelaars | 2:52 |
| 6.  | De jacht is mooier dan de vangst | Leo Kenter, Rick de Leeuw, Rob de Weerd, Theo Vogelaars | 3:37 |

| Nr. | Titel             | Schrijver(s)                                            | Duur  |
| --- | ----------------- | ------------------------------------------------------- | ----- |
| 1.  | Vannacht          | Leo Kenter, Rick de Leeuw, Rob de Weerd, Theo Vogelaars | 5:40  |
| 2.  | Meer! Meer! Meer! | Leo Kenter, Rick de Leeuw, Rob de Weerd, Theo Vogelaars | 3:41  |
| 3.  | Achter glas       | Leo Kenter, Rick de Leeuw, Rob de Weerd, Theo Vogelaars | 10:43 |

| Nr. | Titel             | Schrijver(s)                                            | Duur |
| --- | ----------------- | ------------------------------------------------------- | ---- |
| 1.  | Zonde van de tijd | Leo Kenter, Rick de Leeuw, Rob de Weerd, Theo Vogelaars | 2:34 |
| 2.  | Alleen de nachten | Leo Kenter, Rick de Leeuw, Rob de Weerd, Theo Vogelaars | 5:08 |
| 3.  | Naar de top       | Leo Kenter, Rick de Leeuw, Rob de Weerd, Theo Vogelaars | 3:53 |
| 4.  | Nu of nooit       | Leo Kenter, Rick de Leeuw, Rob de Weerd, Theo Vogelaars | 4:35 |

| Nr. | Titel          | Schrijver(s)                                            | Duur  |
| --- | -------------- | ------------------------------------------------------- | ----- |
| 1.  | Ver van huis   | Leo Kenter, Rick de Leeuw, Rob de Weerd, Theo Vogelaars | 5:13  |
| 2.  | 1 op 1.000.000 | Leo Kenter, Rick de Leeuw, Rob de Weerd, Theo Vogelaars | 3:54  |
| 3.  | Tango aan zee  | Leo Kenter, Rick de Leeuw, Rob de Weerd, Theo Vogelaars | 10:36 |

## Muzikanten
De credits op het album vermeldden:
- Leo Kenter - drums
- Rick de Leeuw - zang, mondharmonica
- Theo Vogelaars - bas, achtergrond zang
- Rob de Weerd - gitaar

## Trivia
Het nummer Alleen de nachten is niet opgenomen op de cd uitgave van het album.